# Osteuropa-Institut (Breslau)
Das deutsche Osteuropa-Institut in Breslau wurde 1918 gegründet und 1945 zerstört.

## Weimarer Republik (1918–1933)
Das Osteuropa-Institut in Breslau war die bedeutendste interdisziplinäre, außeruniversitäre Forschungsstelle zu Osteuropa mit den Schwerpunkten Recht und Wirtschaft in der Weimarer Republik. Zum Ende der Weimarer Republik verlagerte sich der Schwerpunkt seiner Tätigkeiten von den disziplinären Schwerpunkten Recht und Wirtschaft Osteuropas (1924–1929) hin zum neuen Schwerpunkt der Erforschung Russlands und der Sowjetunion unter der Leitung von Otto Auhagens (1930–1933).
Vom April 1927 bis März 1934 gab das „Osteuropa-Institut“ zusammen mit der „Deutschen Gesellschaft zum Studium Osteuropas“ die „Zeitschrift für Ostrecht“ heraus.

## Nationalsozialistische Diktatur (1933–1945)
Nach erfolgter Gleichschaltung (1933–1937) legte 1937 das nationalsozialistische Reichsministerium des Innern die neuen Aufgaben des Instituts fest. Die Forschung konzentrierte sich nun auf die völkische Ostmitteleuropa- und Ukraineforschung unter seinem Direktor  Hans Koch (1938–1940). Im  Zweiten Weltkrieg gab es eine wirtschaftspolitische Schwerpunktsetzung.
Das Osteuropa-Institut gab als Nachfolger der „Zeitschrift für Ostrecht“ die „Zeitschrift für osteuropäisches Recht“ von 1934/1935 bis vermutlich zum November 1944 heraus. Zu seinen Herausgebern oder Schriftleitern gehörten zu verschiedenen Zeitpunkten Axel von Freytagh-Loringhoven (1938), die Juristen Heinz Meyer (1941) und Ernst Heymann (1943). In der Zeitschrift wurde regelmäßig über „Gesetzgebung und Staatsverträge“ u. a. im „Generalgouvernement“, in den  „besetzten Ostgebieten“ und dem „Reichskommissariat Ostland“ informiert. Zu den Verfassern von Aufsätzen während des Krieges gehörte Hans Globke.